# Fernando Fernández de Velasco
Fernando Fernández de Velasco (Burgos, 29 de mayo de 1835 - Villacarriedo - 30 de noviembre de 1912) fue un político y periodista tradicionalista español.

## Biografía
Era hijo de Luis Fernando Fernández de Velasco y de la Sota Herrera y de Jacinta Pérez de Soñanes y Villegas, ambos de calificadas familias montañesas. A consecuencia de sus ideas realistas, sus padres estuvieron desterrados en Francia, donde Fernando pasó gran parte de su niñez. Una vez regresados a España, hizo sus estudios en Villacarriedo y en Madrid, en cuya universidad se graduó de licenciado en Derecho.

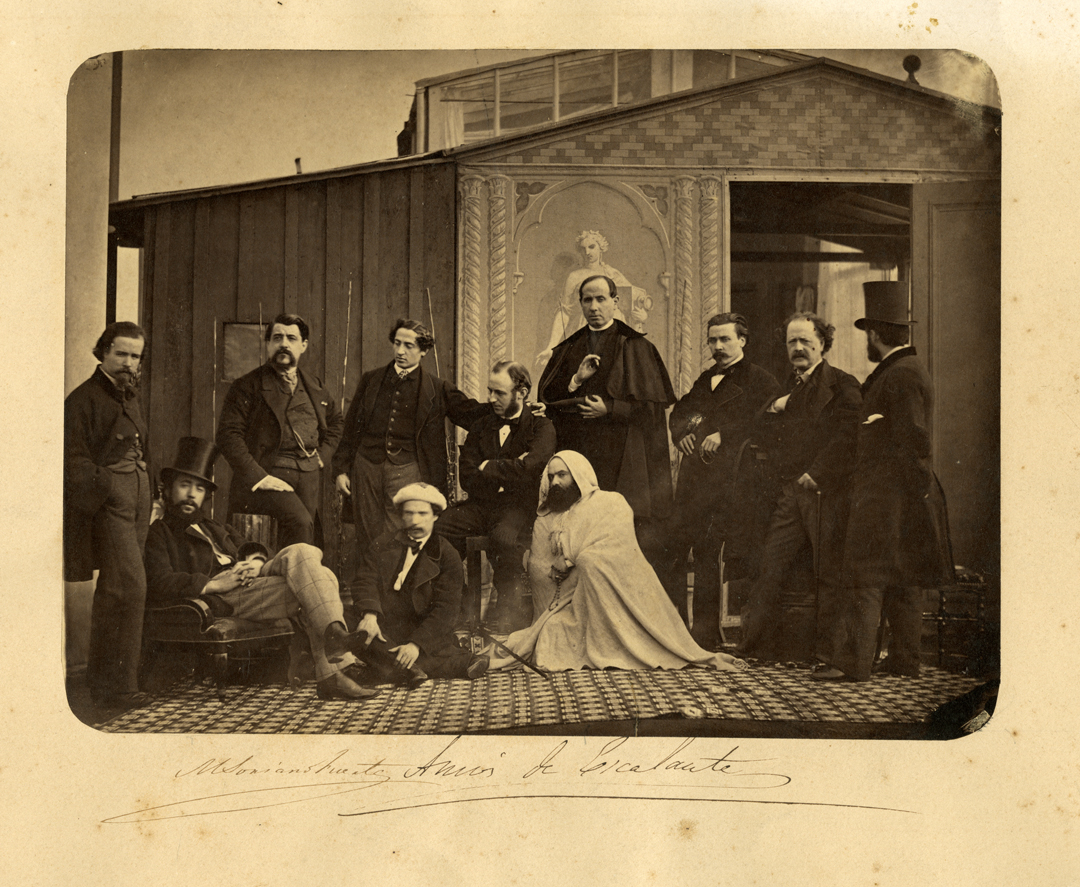
Fernández de Velasco junto con Amós de Escalante, Pedro Antonio de Alarcón y otros artistas españoles en el estudio de Altobelli y Molins (Roma, 1861)

Pasó a Roma como agregado a la Embajada de España ante la Santa Sede, dedicándose además de su carrera al cultivo de las bellas artes, especialmente de la pintura, en la que llegó a ser un crítico muy estimado. Vuelto a España se cruzó en 1863 caballero de la orden militar de Calatrava y se dedicó de lleno a defender en la política y en la prensa las ideas tradicionalistas.
En 1867 fue elegido diputado a Cortes por Santander, figurando en el Congreso en la fracción tradicionalista acaudillada por Cándido Nocedal, y distinguiéndose en numerosas intervenciones. Al ser destronada Isabel II, y triunfante la revolución, Fernando Fernández de Velasco se colocó al lado del pretendiente Don Carlos. Presentó su candidatura en las elecciones constituyentes de 1869, pero fue derrotado.

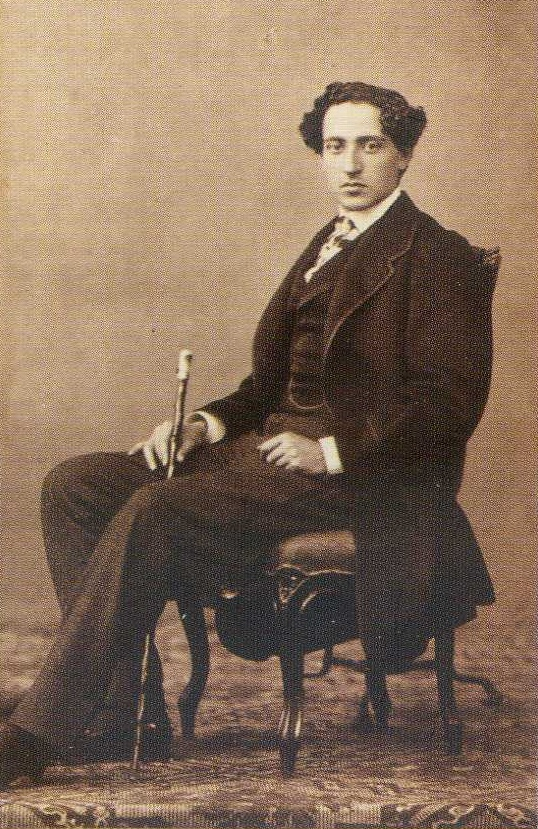
Fernando Fdez. de Velasco

Trabajó con entusiasmo en la organización de las fuerzas carlistas en La Montaña, siendo el presidente de la junta provincial de ese partido, y en los preliminares de la tercera guerra carlista fue nombrado comisario regio de Cantabria. En 1872 presidió la Junta de Guerra de Cantabria, organizando el reclutamiento y poniendo en pie de guerra dos batallones de infantería, un escuadrón de caballería, una compañía de guías y otra de cadetes, interviniendo en varias acciones de guerra, entre otras, en las de Abanto y Somorrostro, las Muñecas, Valmaseda y Carrasquedo.
Terminada la guerra civil, pasó en 1876 a Francia y allí estuvo hasta que pudo volver a su patria, donde siguió defendiendo las ideas tradicionalistas escribiendo en La Verdad y en El Siglo Futuro.
Al producirse la escisión tradicionalista se afilió en la fracción integrista, trabajando con Ramón Nocedal en la organización de este partido y sosteniendo numerosas campañas periodísticas en favor de sus ideas. Anciano ya, se retiró a su palacio de Villacarriedo, donde falleció en 1912.

## Obras
- Discurso escrito por Don Fernando Fernández de Velasco, sobre la Tesis XIV. Aprobado por la Censura y aceptado por la Junta Central para ser leído en sesión pública del Congreso Católico de Zaragoza (Madrid, 1890)
- Don Juan Fernández de Isla, sus empresas y sus fábricas (Madrid, 1901)
- Observaciones sobre el proyecto de Ferrocarril entre Burgos y Santander (Madrid, 1908)